# Nike (mytologi)
 For alternative betydninger, se Nike. (Se også artikler, som begynder med Nike)
Nike er sejrens gudinde i græsk mytologi. Den tilsvarende gudinde i romersk mytologi er Victoria.